# 胡春楊
胡春楊（フー・チュンヤン、1999年2月5日 - ）は、中華人民共和国の歌手。UNINEの元メンバー。

## 来歴
2019年1月、YUE HUA Entertainmentの練習生としてiQIYIのオーディション番組『青春有你』に出演。最終順位は6位となり、4月に期間限定のボーイズユニット「UNINE」のメンバーとしてデビュー。UNINEの活動終了後は、ソロで音楽活動を行っている。

## 出演
- 青春有你[7]（2019年、iQIYI）
- 青春芸能学院（2019年、iQIYI）
- 宇宙打歌中心（2020年、Youku）